# Günter Josef Krejs
Günter Josef Krejs (* 14. März 1945 in Waidhofen an der Ybbs) ist ein österreichischer Internist, Gastroenterologe und emeritierter Ordinarius an der Universität Graz. Von 2018 bis 2024 war er Präsident der Sudetendeutschen Akademie der Wissenschaften und Künste.

## Leben
Günter Krejs maturierte 1963 am Piaristengymnasium Krems mit Auszeichnung und studierte von 1963 bis 1969 an der medizinischen Universität Wien sowie der Medizinischen Fakultät der Universität Zürich Humanmedizin. Nach seiner Promotion absolvierte er den Turnus an den Krankenhäusern Krems an der Donau und in Wien. Es folgte die Facharztausbildung für Innere Medizin mit spezieller Berücksichtigung der Gastroenterologie im Zürcher Stadtspital Triemli.
Ab 1975 war er Faculty Member (zuerst Instructor, dann Assistant Professor, anschließend 1984, Professor of Internal Medicine) an der University of Texas Southwestern Medical Center in Dallas, Texas. 1986 wurde Krejs als Ordinarius auf den Lehrstuhl für Innere Medizin nach Graz berufen. Dort war er bis 2005 Klinikvorstand und bis zu seiner Emeritierung 2013 Leiter der Klinischen Abteilung für Gastroenterologie und Hepatologie. Als Emeritus lehrte er an der Karl Landsteiner Privatuniversität für Gesundheitswissenschaften in Krems. 
1991 wurde Günter Krejs aufgrund seiner wissenschaftlichen Leistungen als ordentliches Mitglied der Naturwissenschaftlichen Klasse in die Sudetendeutsche Akademie der Wissenschaften und Künste berufen. Er war Sekretar der Naturwissenschaftlichen Klasse (2012–1016), Vizepräsident der Akademie (2016–2018) und von 2018 bis 2024 Präsident der Sudetendeutschen Akademie der Wissenschaften und Künste.

## Wissenschaftlicher Beitrag
Krejs schrieb über 250 Originalarbeiten und 200 Übersichten und Buchkapitel. Er hielt über 400 Vorträge bei nationalen und internationalen Kongressen. Zu seinen Publikationen gehören die Erstbeschreibungen der mikroskopischen Colitis (Gastroenterology 1980) und des Somatostatinom Syndroms (New Engl J Med 1979).

## Ehrungen und Auszeichnungen
2016 wurde Krejs mit dem Lifetime Achievement Award der UEG (United European Gastroenterology Federation) geehrt und 2017 mit dem Master of the WGO (World Gastroenterology Organisation) ausgezeichnet. Sowie neun weiteren Ehrenmitgliedschaften bei medizinisch-wissenschaftlichen Gesellschaften, darunter Österreichische Gesellschaften für Chirurgie, Innere Medizin, Gastroenterologie & Hepatologie, Ernährung und Pathologie.
- 2024 erhielt er das Große Ehrenzeichen des Landes Steiermark.[7]
- 2025 erhielt er den Großen Sudetendeutschen Kulturpreis der Sudetendeutschen Landsmannschaft

## Vereinsfunktionen
- 1980 bis 1981: Associate Editor, Gastroenterology
- 1988, 1991, 1995, 1999: Präsident, Österreichische Gesellschaft für Innere Medizin
- 1988 bis 1990: Präsident, European Association for Gastroenterology & Endoscopy
- 1990: Organisation der First European Digestive Disease Week in Wien
- 1991: Chairman, Coordinating Council, United European Gastroenterology Federation
- 1994 bis 1996: Präsident, Österreichische Gesellschaft für Gastroenterologie und Hepatologie
- 1998: Präsident, 11th World Congress of Gastroenterology, Wien
- 1999: Präsident, Van Swieten Gesellschaft
- 2002–2011: Mitglied des Obersten Sanitätsrats der Republik Österreich
- 2007–2009: Präsident der Bockus International Society of Gastroenterology
- 2012–2016: Sprecher (Sekretar) der Naturwissenschaftlichen Klasse der Sudetendeutschen Akademie der Wissenschaften und Künste (München), 2016–2018 Vizepräsident der Akademie, 2018–2024 Präsident der Akademie.